# 라쿠텐 모바일 (기업)
라쿠텐 모바일 주식회사(일본어: 楽天モバイル株式会社, らくてんモバイル)는 일본의 이동통신사이다. 라쿠텐 모바일이라는 브랜드를 운영한다.

## 개요
라쿠텐 그룹의 일부로, 휴대전화의 이동통신 서비스를 제공한다. MNO로서 NTT 도코모, KDDI, 소프트뱅크에 이은, 일본 4번째의 이동통신사이다.
2019년 4월 1일부터, 그때까지 라쿠텐 주식회사 본체가 운영하고 있던 가상이동통신 사업자(MVNO) 사업인 「라쿠텐 모바일」도 운영하고 있다.
2018년 4월 6일, 총무성 전파감리심의회에서 라쿠텐 모바일 네트워크에 1.7GHz대를 할당하기로 결정하고, 라쿠텐 모바일 네트워크의 MNO 참가가 확정되었다.
2019년 10월 1일의 서비스 제공 개시를 예정하고 있었지만, 기지국의 정비가 따라잡지 못해 시험 운용에 머물렀다. 주요 서비스 지역인 도쿄, 나고야, 오사카, 고베에서의 운용은 2020년 봄으로 연기되었다.。
2020년 3월 3일, 같은 해 4월 8일부터 정식으로 MNO 서비스 라쿠텐 모바일을 개시한다고 발표하였다. 기지국의 정비가 완료될 때까지의 조치로서 자사 통화망의 서비스 지역외에 있어서는 au 통신망의 로밍을 이용해 서비스 제공한다. 아울러, 4월 7일로서 MVNO 서비스의 신규 신청 접수를 종료하는 일도 공표하였다.

## 주요 사업
- 라쿠텐 모바일
- 라쿠텐 에너지
- 라쿠텐 히카리
- 라쿠텐 브로드밴드
- 라쿠텐 전화
- SMARTalk
- 국내 및 국제전화 서비스(마이라인) 법인용
- 국내전화서비스(마이라인) 개인용